# Придворный театр
Придво́рный теа́тр (англ. Court Theatre) — профессиональный театр, базирующийся в Крайстчерче, Новая Зеландия. Он был основан в 1971 году и располагался в Центре искусств Крайстчерча с 1976 года до землетрясения в Крайстчерче в феврале 2011 года. В декабре 2011 года открылось новое здание в пригороде Крайстчерча Эддингтоне. На 2023 год — крупнейший театр Новой Зеландии.

## История

### Основание и ранние годы
Театр основали Иветт Бромли и Мервин Томпсон в 1971 году, которые были художественными соруководителями в течение первых трёх лет существования театра. Бромли выбрала название театра из-за привязанности к Королевскому придворному театру в Лондоне, который она хорошо знала по своему воспитанию и театральному образованию.
В течение первых восемнадцати месяцев своего существования театр сменил три площадки.
Первой была Каменная палата палат провинциального совета Кентербери (апрель — май 1971 г.), где была поставлена дебютная постановка театра «Расцвет мисс Джин Броди». Временами, когда помещение требовалось Верховному суду маори, декорации приходилось разбирать и доставлять в Художественную галерею на улице Дарем; мебель заносили обратно в помещение, а для выступления на следующий вечер процесс повторялся в обратном порядке. Каменная палата была одним из самых великолепных сооружений города, но она была непрактична для театральной труппы, так как в ней было мало места для зрителей и не хватало туалетов.
Затем была Художественная галерея на улице Дарем (июнь 1971 г. — май 1972 г.), которая использовалась как временное место проведения мероприятий в период между освобождением помещений Кентерберийским обществом искусств и расширением площади суда. С июня по август 1972 года театр размещался в театре Беггса и поставил там две постановки.
Следующие четыре года (сентябрь 1972 г. — февраль 1976 г.) были периодом относительной стабильности. Театр «Court Theatre» располагался в Оранж-холле на Вустер-стрит. В 1974 году Мервин Томпсон ушёл в отставку, оставив Иветт Бромли единственным художественным руководителем до 1975 года, когда Рэндалл Вакроу (пришедший в театр в качестве коммерческого директора в 1973 году) присоединился к ней в качестве содиректора.

### Центр искусств
В 1976 году театр переехал в комплекс Центра искусств Крайстчерча, в здания, которые ранее принадлежали Инженерной школе Кентерберийского колледжа. Ранее местом проведения постановок была лекционная аудитория D.
С 1977 по 1978 год Рэндалл Вакроу был единственным художественным руководителем, уйдя в отставку в 1979 году с назначением Элрика Хупера. Хупер был художественным руководителем более двух десятилетий. Хупер заявил о своём намерении сбалансировать репертуар театра с «тремя основными направлениями: классикой, современностью и народными постановками». Хотя из-за экономических трудностей второй зал, Court Two, был закрыт как постоянное место проведения мероприятий после экономического спада середины восьмидесятых (хотя позже его возродили под названием «The Forge»), в целом эта философия оказалась удачной.
Придворный театр расширился с появлением Theatresports в Австралазии в конце 1980-х годов и образованием профессиональной импровизационной труппы Court Jesters в 1989 году.
В 1990 году Хупер был награждён королевой орденом Британской империи и памятной медалью 1990 года. Хупер ушёл с поста художественного руководителя в 1999 году, а Кэтрин Даунс занимала пост художественного руководителя театра «Корт» с 2000 по 2005 год. В 2006 году художественным руководителем театра стал Росс Гамбли. Когда землетрясение в Крайстчерче в 2011 году разрушило здание Центра искусств, Гамбли помог найти для театра новое место в Эддингтоне, а английская актриса Мэгги Смит взяла на себя патронаж кампании по сбору средств в размере 4,6 млн долларов, необходимых для постройки в Эддингтоне нового здания и восстановления работы театра до конца того же года.

### Ангар в Эддингтоне
После землетрясений 2011 года театр остался в Ангаре (англ. The Shed «ангар, сарай»), планируя переехать в город на постоянное место жительства. В декабре 2019 года Росс Гамбли стал художественным консультантом/ведущим директором театра, помогая планировать новый театр, в то время как Дэниел Пенгелли занял пост временного художественного директора. В мае 2020 года Пенджелли был назначен художественным руководителем до 31 декабря 2020 года.
Во время пандемии COVID-19 2020 года спектакли театра Court Theatre были отложены или отменены. Театр начал проводить постановки в фойе Shed с соблюдением мер безопасности в августе 2020 года, а 21 сентября 2020 года объявил об открытии главного зала.
В июле 2020 года театр заключил с местным советом договор аренды нового здания в центре города, которое ещё не было построено. Первоначально открытие объекта планировалось на 2023 год, но в 2021 году его перенесли на 2024 год. В октябре 2023 года The Press сообщила, что театр находится в тяжёлом финансовом положении. В то время генеральный директор Барбара Джордж заявила, что последним прибыльным шоу для театра был Jersey Boys в летнем сезоне 2020/2021.
В ноябре 2023 года Джордж ушёл с поста генерального директора после обвинений в травле внутри организации.

## Текущая роль и деятельность
В театре Court Theatre работают профессионалы со всей страны и из-за рубежа. Театр имеет штатных профессиональных сотрудников и актёрский ансамбль, а его администрацией управляет трастовый фонд Court Theatre Trust.
Помимо того, что Court Theatre является постоянно действующей профессиональной театральной компанией, он также осуществляет множество других видов деятельности в обществе. Ежегодно труппа гастролирует с шоу по всему Южному острову. Образовательная программа центра предусматривает обучение учащихся школьного возраста и взрослых, регулярно взаимодействуя со средними школами и высшими учебными заведениями, а также с другими общественными группами. Компания также занимается организацией детских школьных праздничных шоу и ежегодных гастролей для начальной школы.
Кроме того, в компании работает труппа профессиональных импровизаторов и корпоративных артистов — «Придворные шуты». Самым публичным проявлением их творчества является импровизационное комедийное шоу «Scared Scriptless», которое проводится по пятницам.